# Yuki Koike
Yuki Koike (小池 悠貴 Koike Yuki?, nacido el 18 de abril de 1986 en Yamanashi) es un exfutbolista japonés. Jugaba de delantero y su único club fue el Ventforet Kofu de Japón.

## Trayectoria

### Clubes
| Club           | País  | Año         |
| -------------- | ----- | ----------- |
| Ventforet Kofu | Japón | 2009 - 2011 |